# Phytomyza ferulivora
Phytomyza ferulivora är en tvåvingeart som beskrevs av Griffiths 1956. Phytomyza ferulivora ingår i släktet Phytomyza och familjen minerarflugor.
Artens utbredningsområde är Italien. Inga underarter finns listade i Catalogue of Life.